# Central Kalahari Game Reserve
Central Kalahari Game Reserve (CKGR) är en nationalpark i distriktet Ghanzi  i Botswana. Det är den största, mest avlägset belägna reservatet i södra Afrika och det näst största djurreservatet i världen, och omfattar 52 800 kvadratkilometer. Namnet Kalahari är härlett från tswana-ordet keir, vilket betyder "den stora törsten", eller stam- ordet kalagare som betyder "en vattenlös plats".

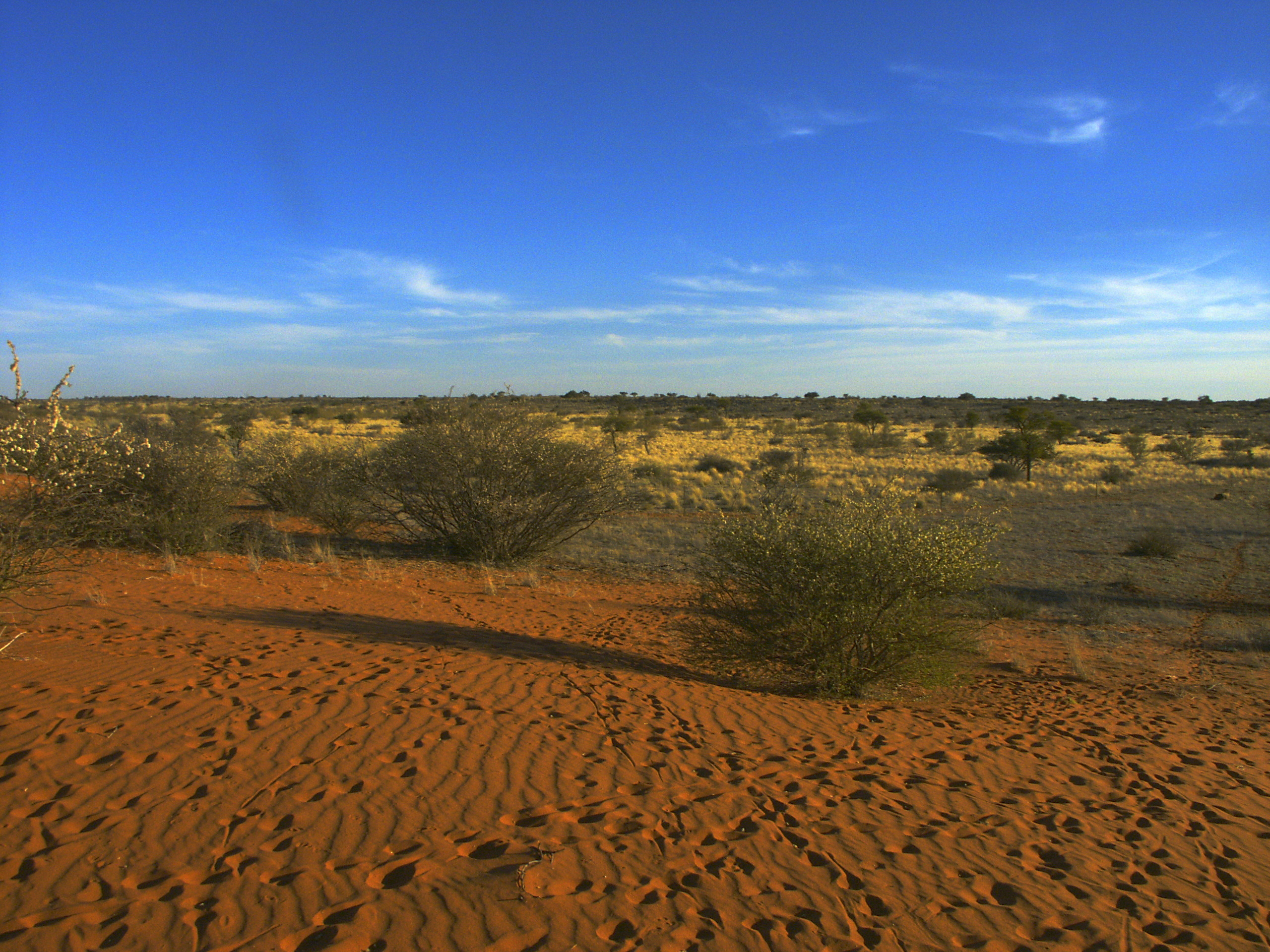
Kalahari.

## Historia
Ursprungsbefolkning Sanfolket, tidigare kallade bushmen, var de som bebott Kalahari. Européerna kom först till Kalahari i början av 1800-talet som resenärer, missionärer, elfenbenjägare och handlare. Kalahari-ökens brist på ytvatten och djupa sandar utgjorde ett stort hinder för tidiga resenärer. Den skotska missionären och utforskaren David Livingstone, med hjälp av lokala folk, korsade Kalahari 1849 med stor ansträngning genom att använda lokala vattenhål. I 1878-79 gick en del boer genom Dorsland ("Thirstland") över Kalahari från Transvaal till centrala Angola och förlorade på vägen ca 250 personer och 9 000 nötkreatur, till stor del från törst. Införandet av motorfordon under 20-talet förbättrades avsevärt tillgången till Kalahari, men även i slutet av 1950-talet var stora områden nästan otillgängliga och besöktes aldrig av utomstående. I mitten av 1970-talet hade dock rörligheten för fordon förbättrats i sådan grad att hela Kalahari hade öppnats för studier, jakt och turistexpeditioner och intresse för öknen fortsatt.
CKGR är unik eftersom den ursprungligen var etablerad (1961) med avsikt att tjäna som en fristad för Sanfolket, i hjärtat av Kalahari (och Botswana), där de kunde leva sin traditionella jägare/samlare-livsstil, utan intrång eller påverkan, från omvärlden. Reservatet stängdes i ungefär 30 år, till och med 1980-talet och under 1990-talet var både självdrivna och organiserade turer tillåtna i små, om än i kontrollerade antal.
Botswana-regeringen har initierat planer på att utveckla turismen i Okavango och Chobe-områdena, och har tilldelat koncessioner för lodgebyggande, både i och utanför reserven, vilket möjliggör flygturister. Det finns ett antal offentliga campingplatser i närhet av den östra Matswere-porten. De andra två grindarna ligger helt på andra sidan reserven, vid Xade och Tsau, där offentliga campingplatser också finns.

Myndigheterna har givit brytningsrättigheter till flera företag  Sanfolket har tvingat flytta på sig i flera fall

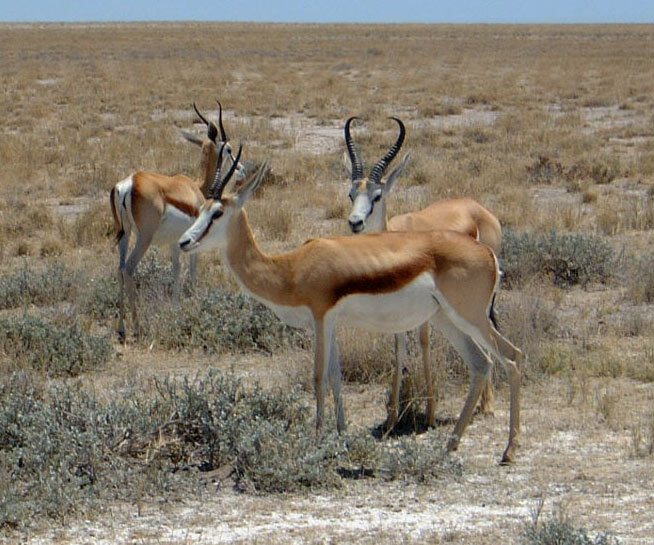
Springbock.

## Traditionellt levnadssätt
G/wi-stammen av Sanfolket bodde tillsammans i grupper, som bestod av 5 till 16 hushåll ihopkopplade av släktskap. Varje grupp hade ett erkänt territorium utvalt för sina resurser av matväxter (huvuddelen av kosten), regnsäsongvattenhål (används under sex till åtta veckor när tillräckligt med regnvatten samlades i pooler) Träd (för skugga, skydd, ved och ved för att göra artefakter), och betesmarker för att locka och upprätthålla besättningar av viltdjur. Maten var baserat på ett antal arter av ätbara växter. Denna diet kompletterades med kött av antiloper och andra växtätande däggdjur, med sköldpaddor och andra reptiler, och av kött och ägg. Växtförsamling gjordes mest av kvinnor nära lägret, medan män jagade över ett mycket större område. Huvudjaktvapnet var en båge med spetsiga förgiftade pilar. Räckvidden av dessa bågar var bara cirka 75 meter, och stor skicklighet behövdes för att jaga med dem. Antilopskinn gav material för kläder, vilket innefattade kappor som också fungerade som filtar och bärväskor.
Från november till mellan slutet av juni och början av augusti - en period när det finns tillräckligt med mat - bodde stammen som ett samhälle, flyttat från läger till läger var tredje eller fjärde vecka när den lokala utbudet av matväxter blev uttömd. Frost utplånade de tillgängliga matväxterna på vintern (maj till september), och stammen skulle sedan delas upp i sina beståndsdelar, var och en återvänder till sin separat del av territoriet. Tidigt fruktiga växter ökade matförsörjningen strax före den våta säsongen, så att bandet återförenades på en gemensam campingplats. Under torra årstider var skydd inte mer än öppna vindskydd av grenar och gräs. Under regniga perioder var takkonstruktioner kupolformade gjorda av strå och gjorda regntäta.

## Geografi
CKGR, beläget i centrala Botswana, är det en del av Kalahari, som sträcker sig från Oranje-floden upp till Kongo-Kinshasa och begränsas i norr av Kuke stängselet och i söder av Khutse Game Reserve. Djurreservatet grundades för att skydda sin serie av torra floddalar och vilt. Det är för närvarande bebott av traditionella jägare-samlare som tillhör Basarwa (San) och Bakgalakgadi stammarna. Det finns stora öppna gräsmarker, är reservatet både i stor utsträckning täckta med halvhög busksavann och midjehögt gyllene gräs. Det finns fläckvisa remsor av akacia skog. Fossila flodbäddar finns i Deception och Okwa-dalarna, och i Khutse Game Reserve, dessa markerar flodernas positioner vilka en gång rann ut i den gamla sjön Makgadikgadi. CKGR är på UNESCOS tentative list för världsarv, och uppfyller kriterierna v, vii och x för blandade platser.Även om det kallas en öken är Kalahari-öknen inte en öken alls. Åtminstone inte enligt normala normer för att klassificera en öken. En mer korrekt term skulle vara ett "törstland", eftersom ingen i Kalahariöken sanden är regnet mindre än 150 mm per år. Ibland har det också kallats en "fossil öken".  Det enda permanenta ytvattnet i eller runt Kalahari är Boteti floden. Klimatet präglas allmänt av varma somrar och varma dagar och kalla kvällar på vintern. Regnmånaderna är på sommaren, från oktober till april. De mycket torra sydvästra regionerna har en genomsnittlig årlig nedgång på endast 150 mm. Kalahari är känt för sin brist på årliga vattendrag. Okavango, som flyter året runt, försvinner vid sin norra gränsen
Detta beror på Kalaharisandens natur, som tenderar att tjockna för att behålla vatten. Trots att sandiga områden inte anses vara fördelaktiga för växttillväxt, har denna typ av sand förmåga att fälla och behålla vatten från korta nedbördsfall under längre perioder. Sanden i Kalahari är röd, brun eller vit.
På grund av sin glesbefolkade yta finns det i  Kalahari få vägar, varav de flesta är farbara endast av lastbilar eller fyrhjulsdrivna fordon. De vägar som finns förbinder administrativa centra, större bosättningar och jordbruksområden i söder, sydväst och nordväst. 

## Flora
Vegetation i Kalahari består huvudsakligen av gräs och akacias men det finns över 400 identifierade växtarter närvarande. Trots att det saknas mycket växtlighet för det mesta av året är höjdpunkt i en det varierande växtlivet efter de första regnen i slutet av oktober / början av november. Trots avsaknaden av värdefullt ytvatten, kvarstår Kalahari en väl vegeterad öken. Kalahari-växtlivet består främst av savanntypsvegetation. Mot de mer torra regionerna i söder består den framträdande vegetationen av gräs som - Aristida, Eragrostis (kärleksgräs) och Stipagrostis, liksom träd och buskar som Commiphora, Colophospermum och Terminalia.

## Fauna
Under och strax efter sommarregnen når de plana gräsmarkerna i norra reserven med vilda djur som samlas på de bästa betesmarkerna. Dessa inkluderar stora flockar av springbock och gemsbock, samt hartebeest, eland och giraff. Några djur har anpassat sig för att kunna gå långa perioder utan vatten eller att konsumera vatten genom att äta växter. Bullfrog grodan gräver ner sig i marken och förblir där i viloläge under torrsäsongen. Dess metabolism minskar dramatiskt och det överlever på vattnet redan i kroppen. Surikater får det vatten det behöver genom en diet av insekter, skorpioner, rötter och knölar. Det kan göra eftersom surikater är immun mot skorpion- och ormgift. Den mörka pälsen runt ögonen bidrar till att minimera solens effekter och minska bländningen. Gemsbock, en typ av antilop, kan överleva veckor utan vatten och äter på vegetationen för flytande näring. I Kalahari finns en underart till lejon som är anpassad till livet där, för att den har utvecklat ett högre motstånd mot törst än för andra afrikanska lejonarter. 

## Bildgalleri

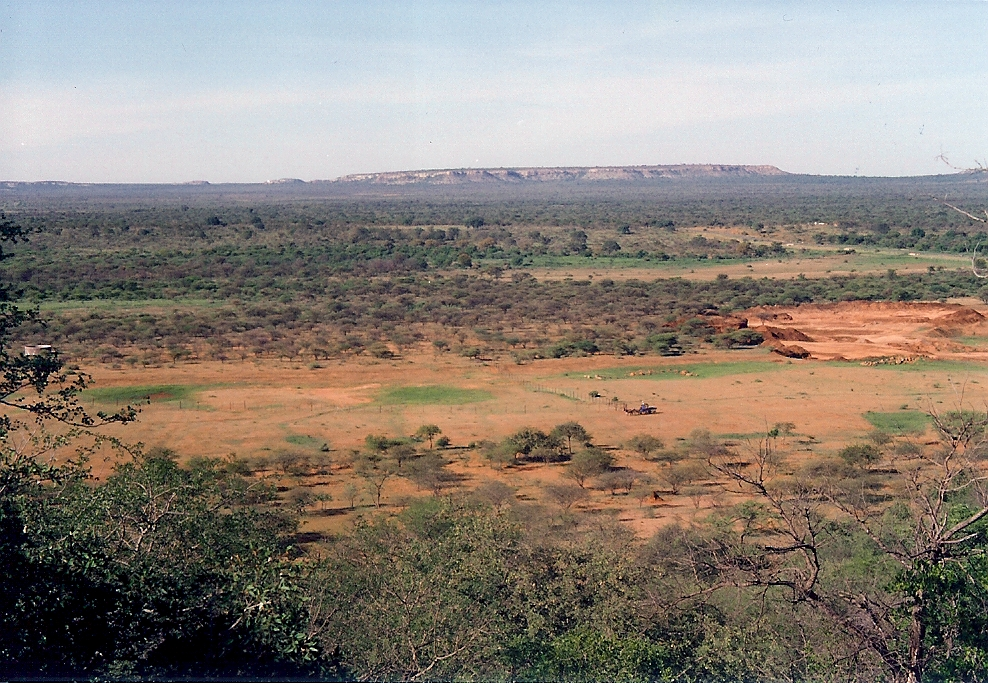
Från Swaneng Hill.
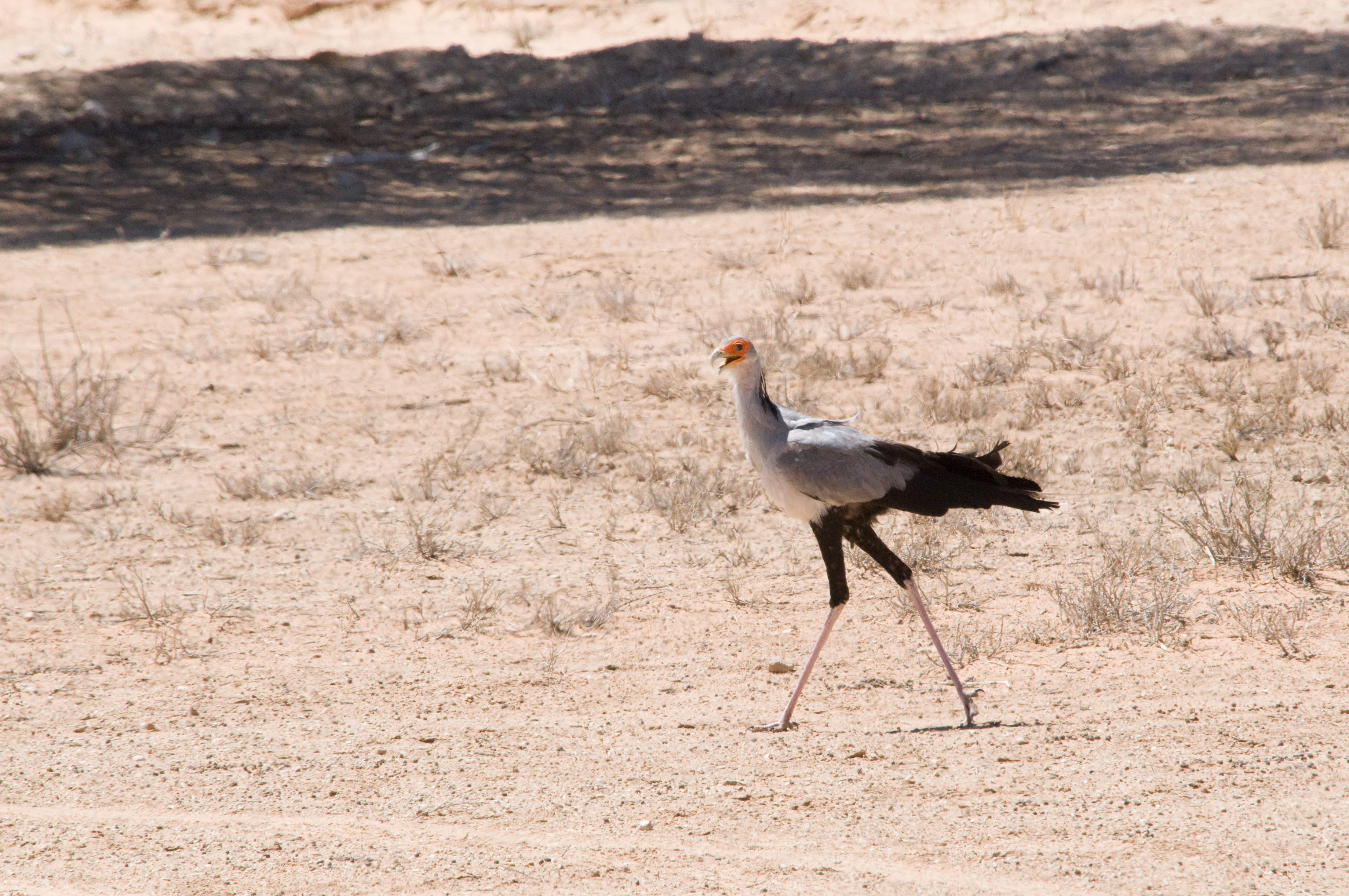
Sagittarius serpentarius.
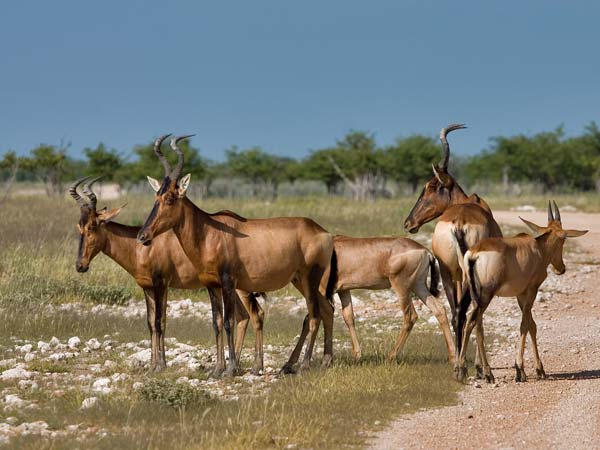
Hardebeest.
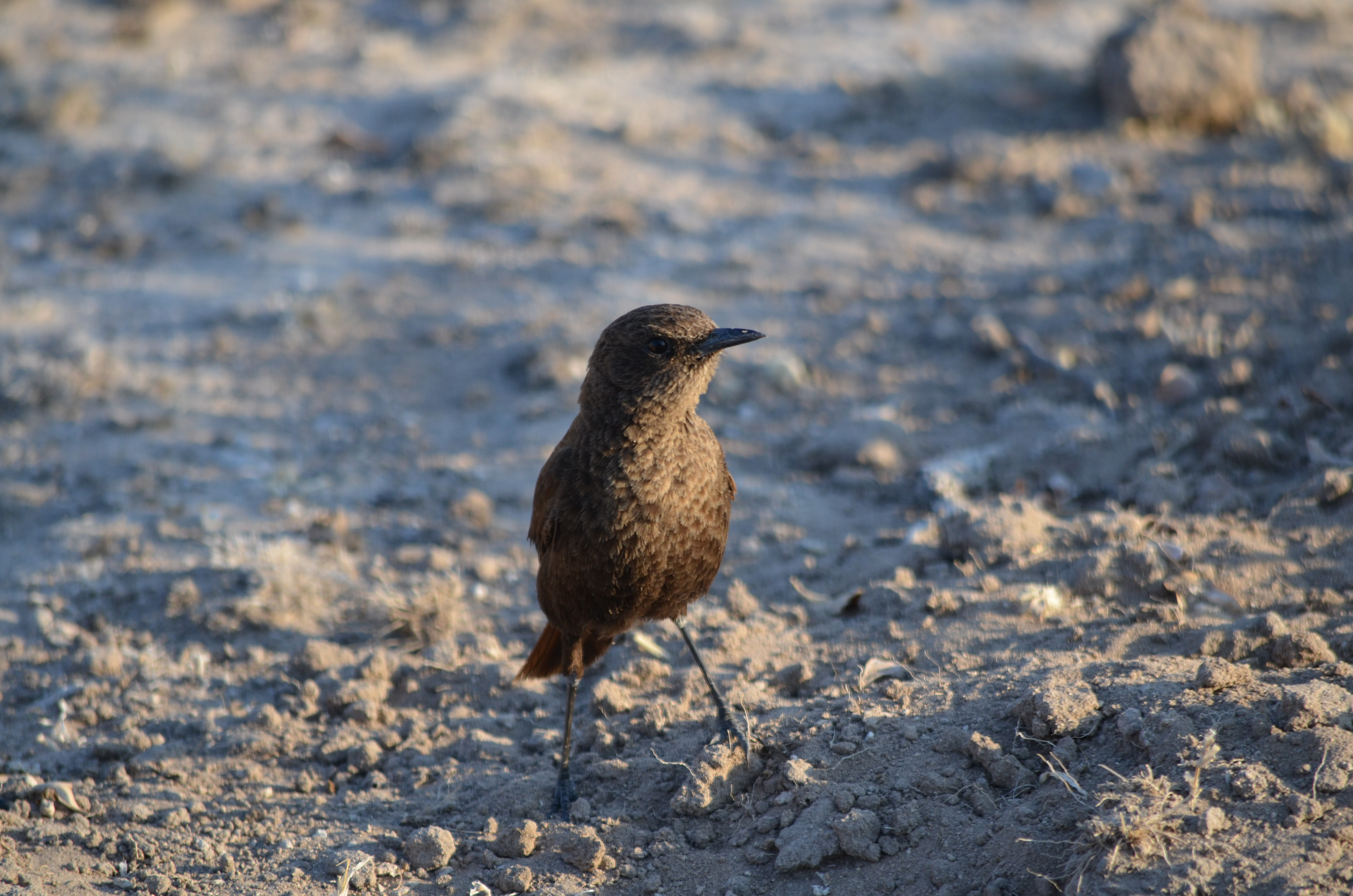
Myrmecocichla formicivora-female-
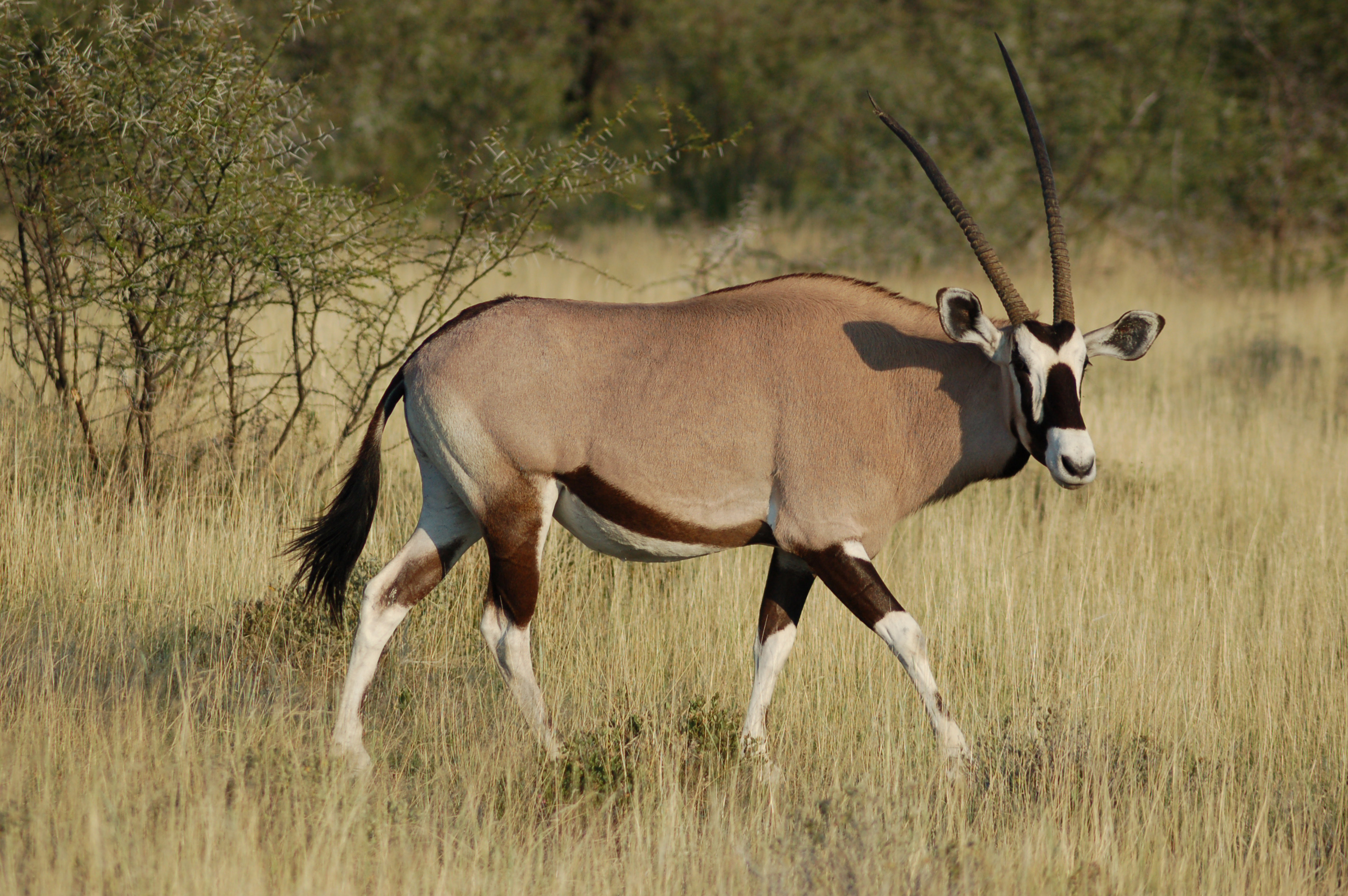
Gemsbock
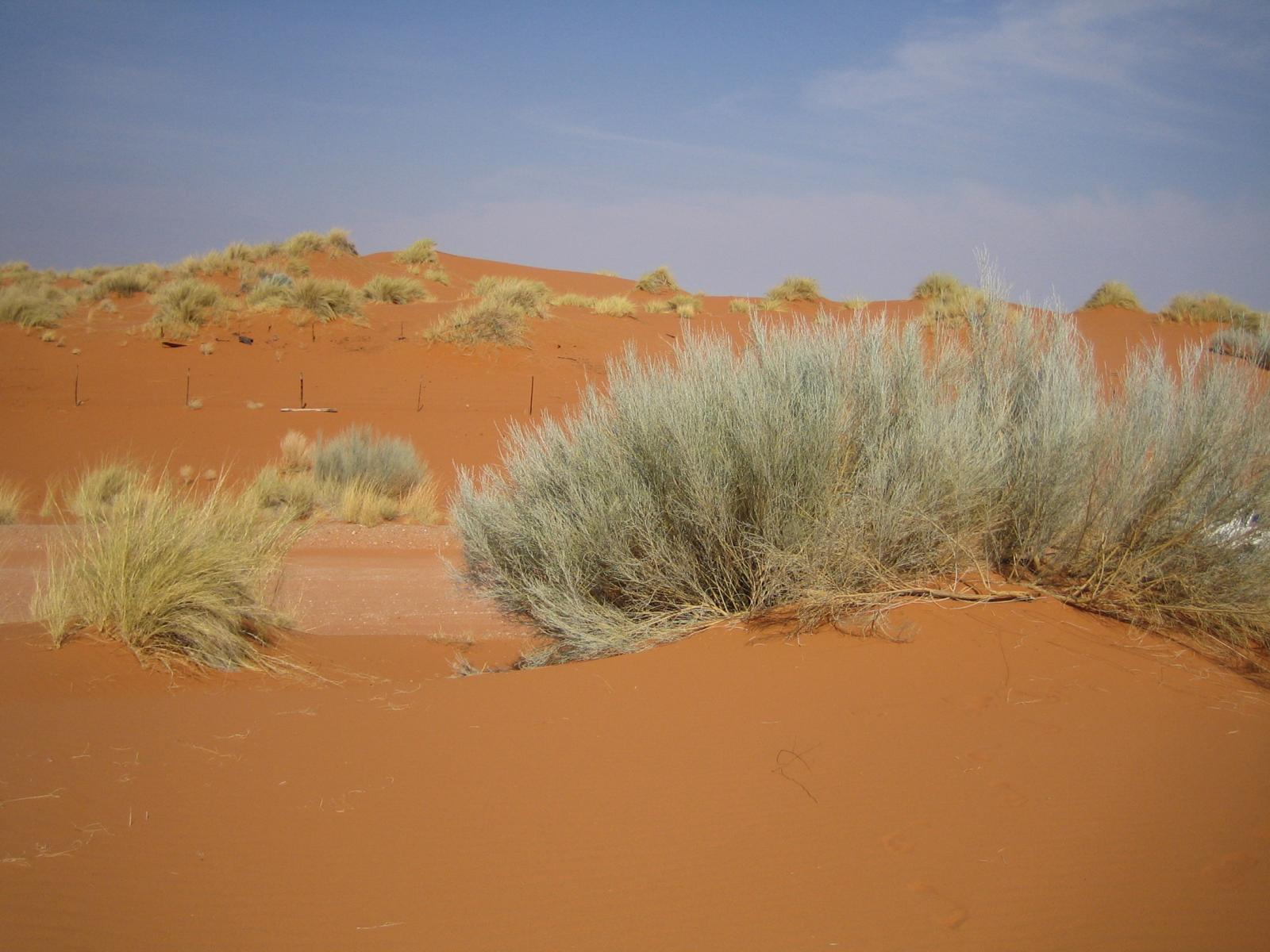
Kalahari.
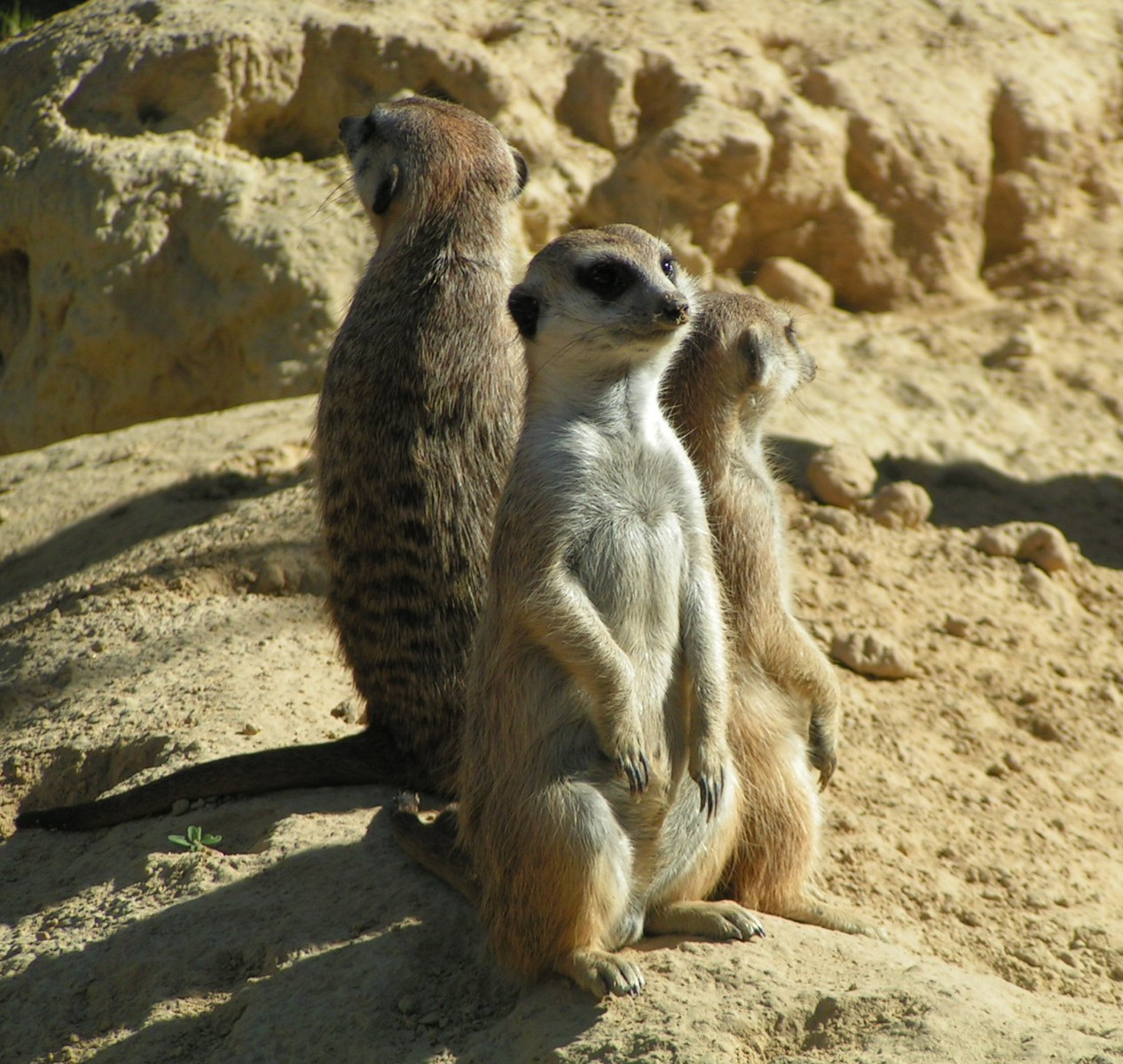
Surikat.
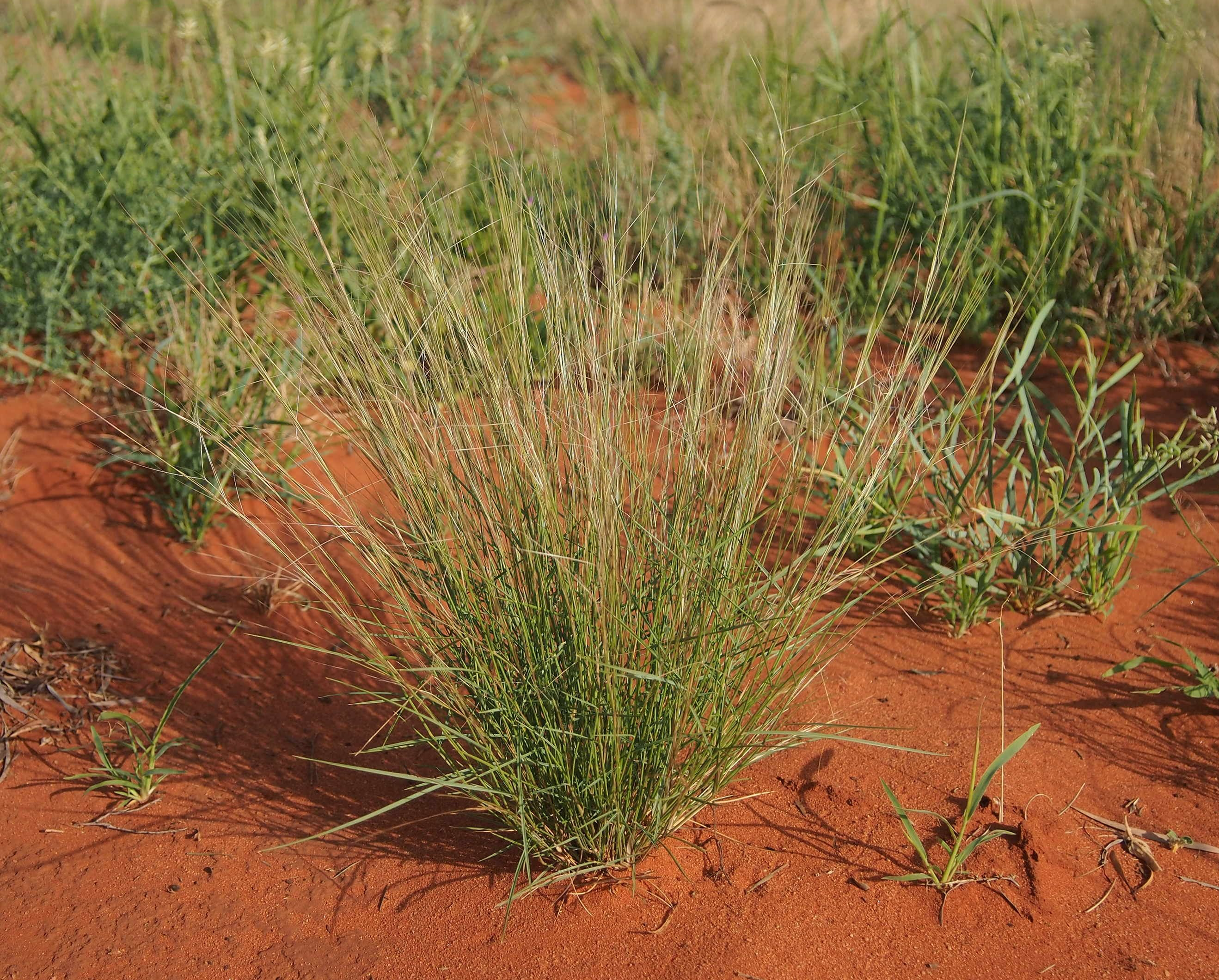
Aristida.
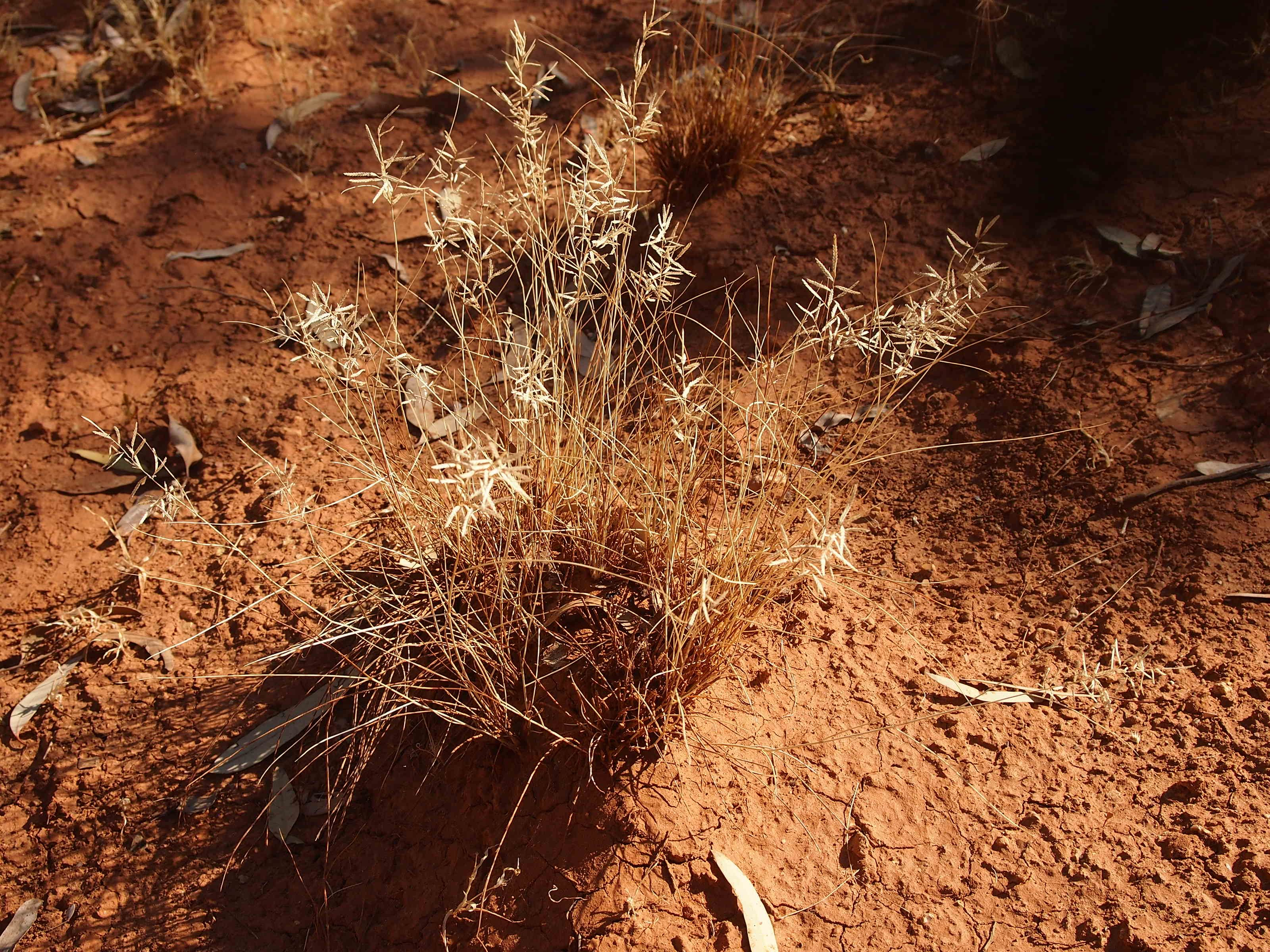
Eragrostis
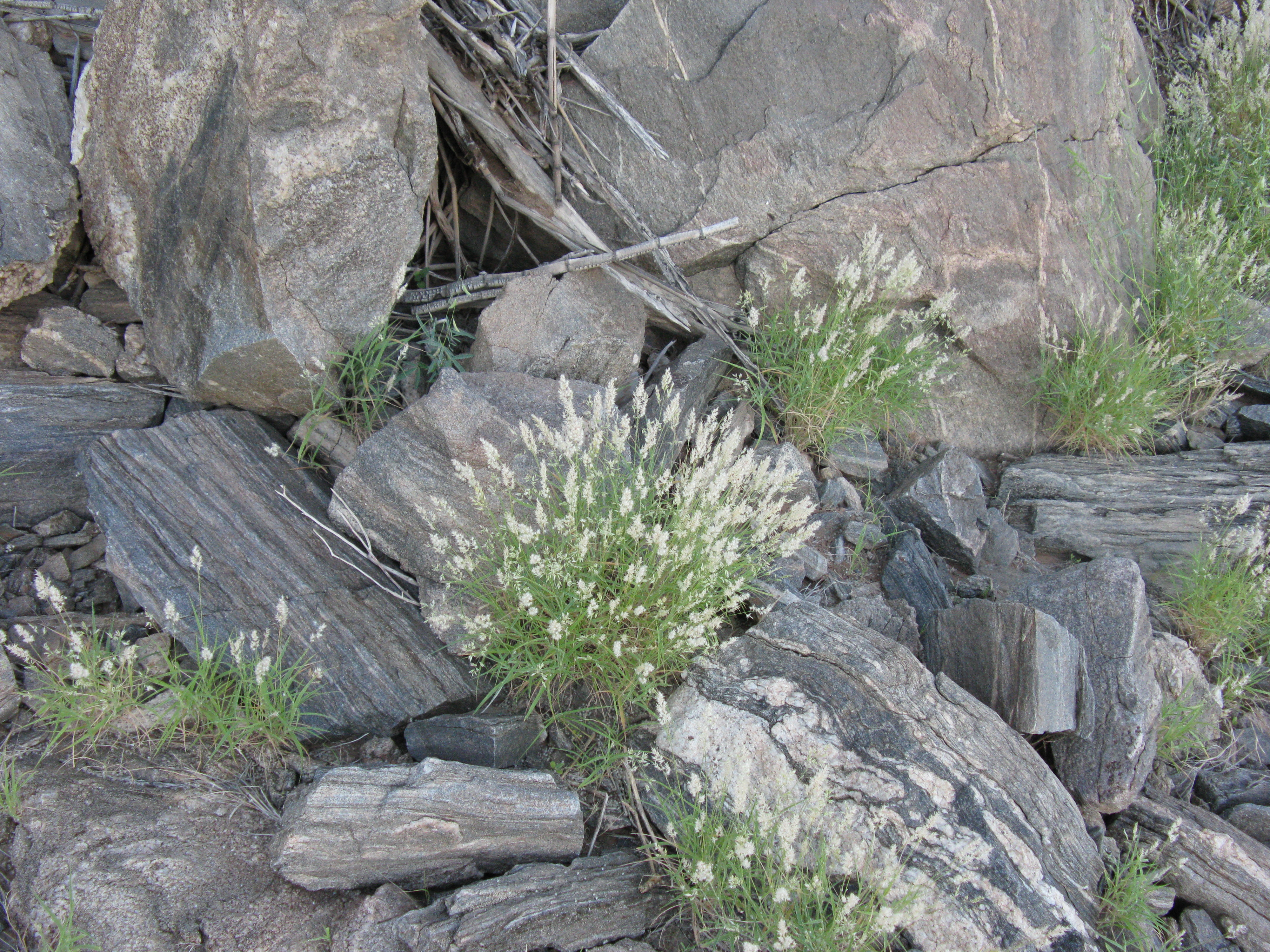
Stipagrostis.
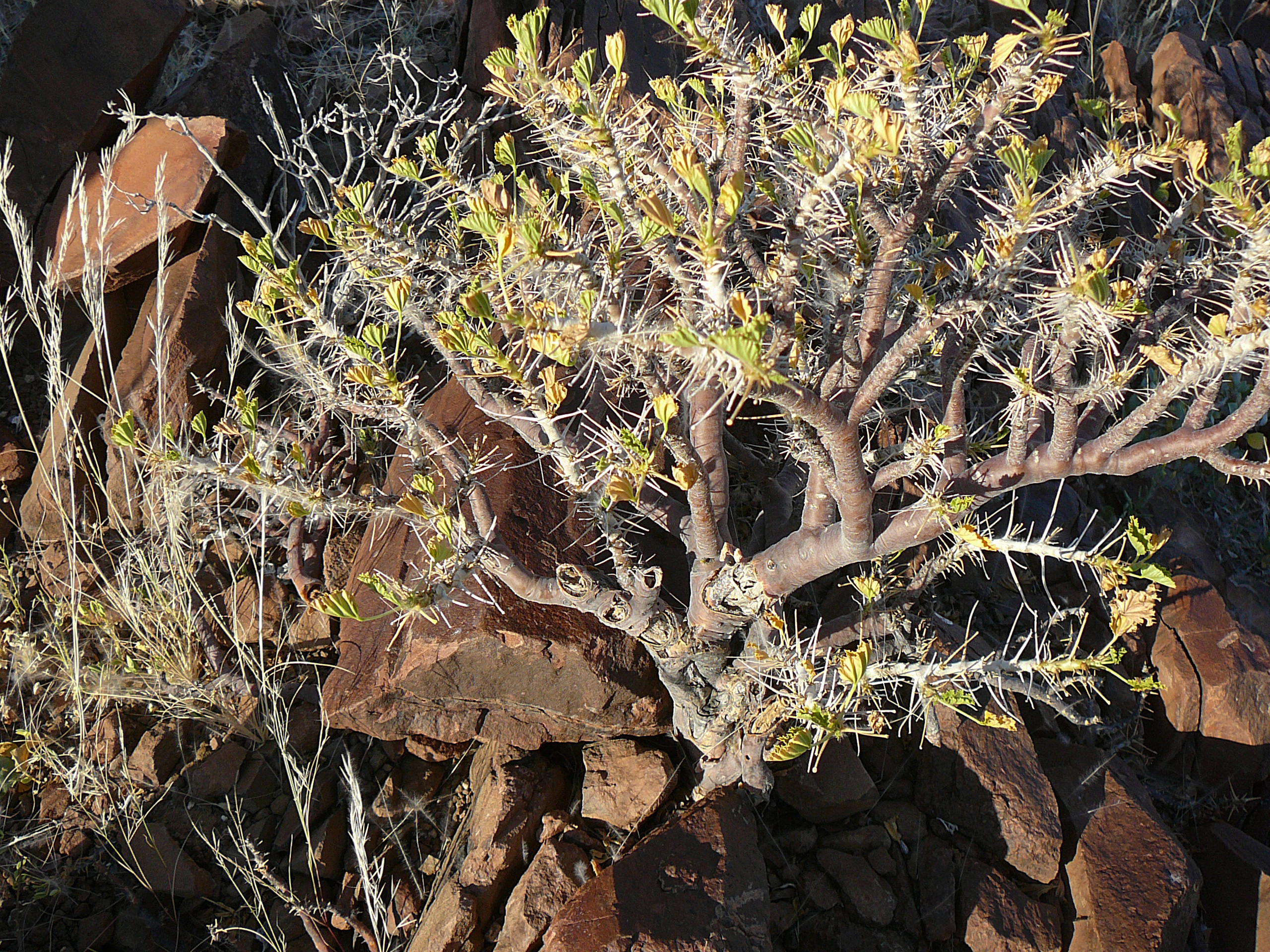
Commiphora.
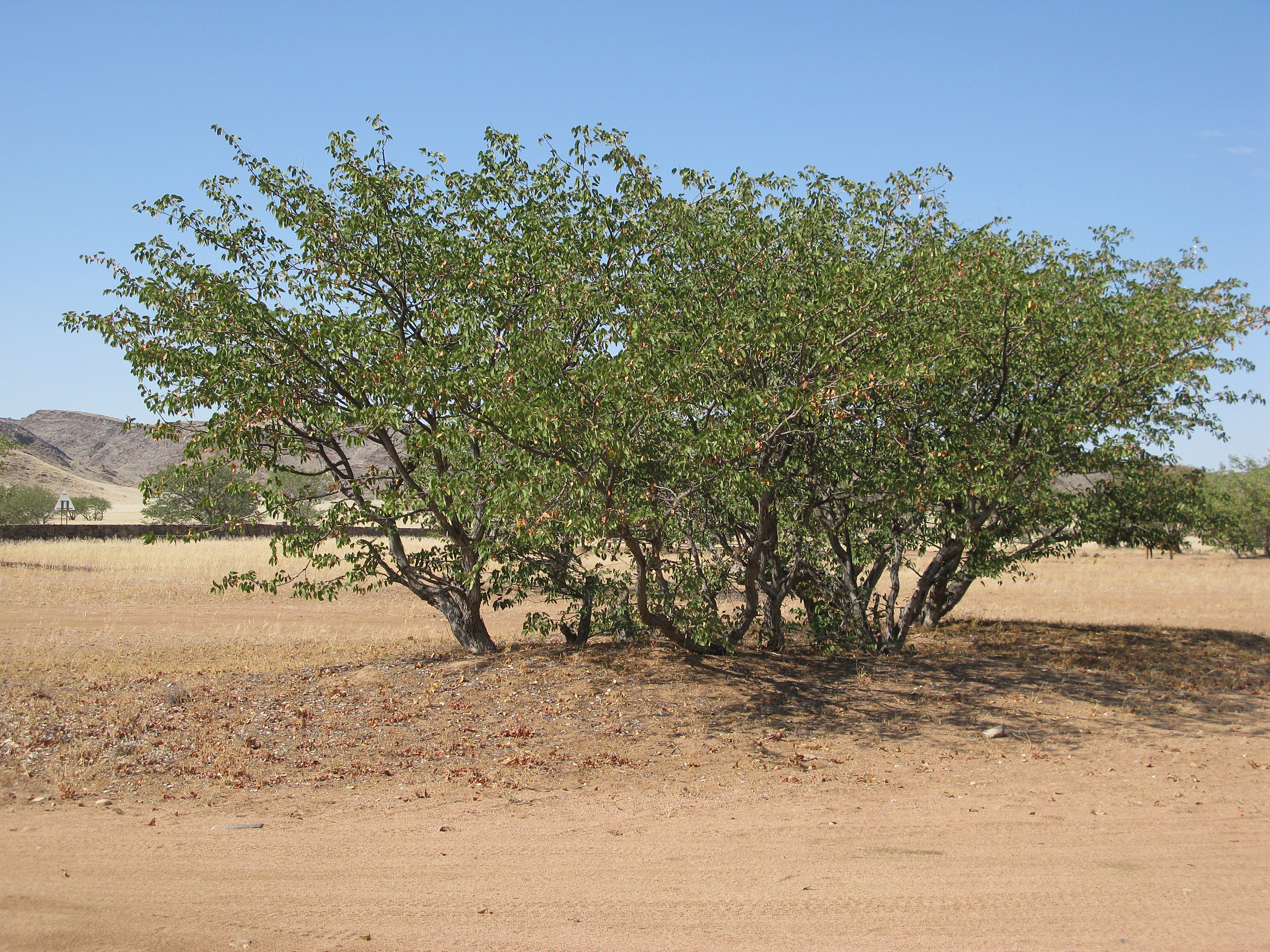
Colophospermum.
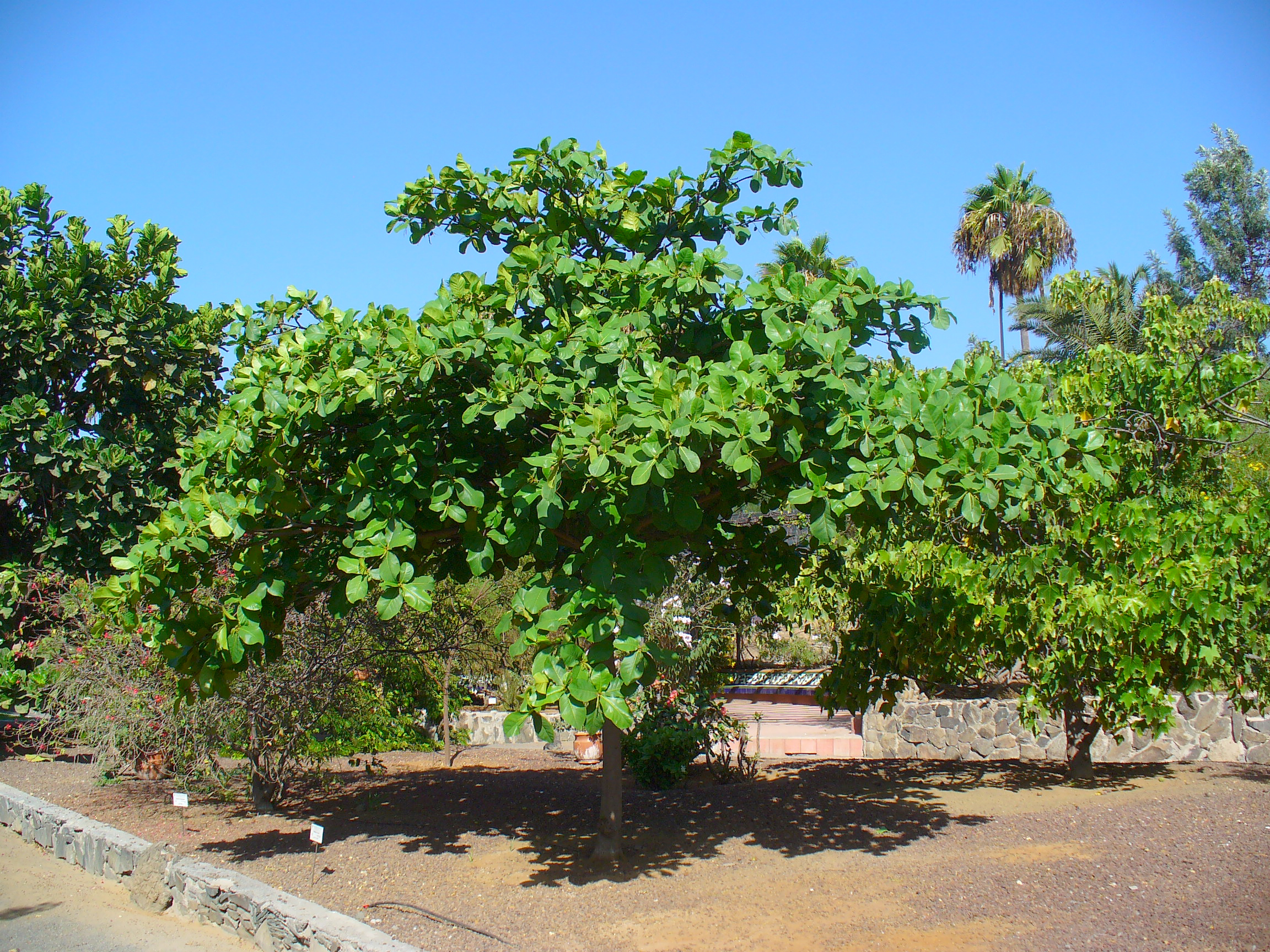
Terminalia